# Jord Ruijgrok
Jord Leonardus Petrus Ruijgrok (Nieuw-Vennep, 2 februari 2001) is een Nederlands voetballer die als doelman bij Jong FC Utrecht speelt.

## Carrière
Jord Ruijgrok speelde in de jeugd van FC VVC en AFC Ajax. Sinds 2018 speelt hij in de jeugdopleiding van FC Utrecht. In mei 2019 tekende hij hier een contract tot medio 2021 met een cluboptie voor een extra jaar. Hij debuteerde in het betaald voetbal voor Jong FC Utrecht, op 10 januari 2020 in de met 2-1 verloren uitwedstrijd tegen De Graafschap.

### Statistieken
| Seizoen                    | Club            | Land           | Competitie     | Competitie | Competitie | Beker | Beker | Totaal | Totaal |
| Seizoen                    | Club            | Land           | Competitie     | Wed.       | Dlp.       | Wed.  | Dlp.  | Wed.   | Dlp.   |
| -------------------------- | --------------- | -------------- | -------------- | ---------- | ---------- | ----- | ----- | ------ | ------ |
| 2019/20                    | Jong FC Utrecht | Nederland      | Eerste divisie | 1          | 0          | –     | –     | 1      | 0      |
| 2020/21                    | Jong FC Utrecht | Nederland      | Eerste divisie | 0          | 0          | –     | –     | 0      | 0      |
| 2021/22                    | Jong FC Utrecht | Nederland      | Eerste divisie | 1          | 0          | –     | –     | 1      | 0      |
| Carrièretotaal             | Carrièretotaal  | Carrièretotaal | Carrièretotaal | 2          | 0          | 0     | 0     | 2      | 0      |
| Bijgewerkt t/m 26 mei 2022 |                 |                |                |            |            |       |       |        |        |